# Lisa Bayliss
Lisa Jayne Bayliss (* 27. November 1966 in Walsall) ist eine ehemalige britische Hockeyspielerin. Sie war Olympiadritte bei den Olympischen Spielen 1992 und Europameisterin 1991.

## Leben
Lisa Bayliss gehörte 1991 zur englischen Nationalmannschaft, die bei der Europameisterschaft in Brüssel statt. Die Engländerinnen gewannen ihre Vorrundengruppe und bezwangen im Halbfinale die Niederländerinnen. Im Finale besiegten sie die deutsche Mannschaft mit 2:1.
Ein Jahr später bei den Olympischen Spielen 1992 in Barcelona belegten die Britinnen in der Vorrunde den zweiten Platz hinter den Südkoreanerinnen. Nach einer 1:2-Niederlage gegen die Deutschen im Halbfinale spielten die Britinnen gegen die Südkoreanerinnen um Bronze und gewannen mit 4:3 nach Verlängerung. Lisa Bayliss wurde nur im Spiel um den dritten Platz eingewechselt, als sie in der 58. Minute für Susan Fraser aufs Feld kam.